# Trichonephila inaurata
Trichonephila inaurata is een spinnensoort uit de familie van de wielwebspinnen (Araneidae) die voorkomt in Zuid-Afrika en op enkele eilanden in de Indische Oceaan. In Madagaskar komt de ondersoort Trichonephila inaurata madagascariensis voor.
Deze spin heeft zo'n sterk web, dat zelfs vogels en vleermuizen erin verstrikt raken. En uiteraard ontkomen die niet aan de spin. Leeft vooral in bomen. Hij voedt zich met vliegen, muggen, vlinders, wespen en kevers.